# Yulia Shishkina
Yulia Shishkina est une patineuse de vitesse sur piste courte russe.

## Biographie
Shishkina naît le 18 août 1998 à Tcheliabinsk. Elle commence le short-track par curiosité en 2005, dans la même ville, où elle habite toujours aujourd'hui.

## Carrière
Elle remporte l'argent au relais des Championnats du monde junior en 2015 et en 2017.
En 2017, elle obtient une médaille de bronze pour le relais à la Coupe du monde de Budapest.